# Río Yguazú

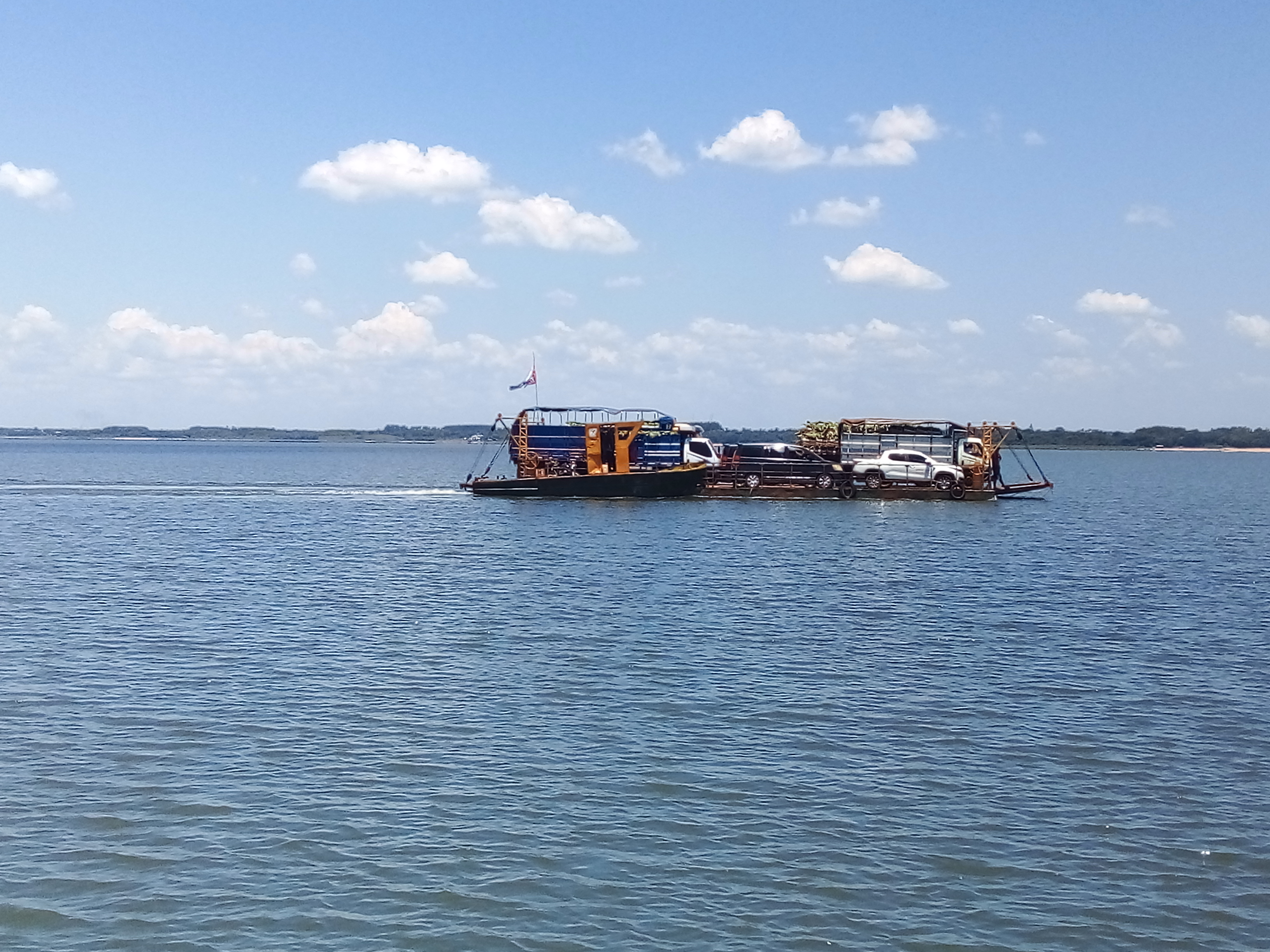
Cruce de vehículos de todo tipo sobre el lago Yguazú, en la balsa que va desde José Domingo Ocampos hasta Tembiaporá, ambas localidades en el departamento de Caaguazú.

El río Yguazú (nombre que procede del guaraní: y, agua, guasu, grande) es un río del este de Paraguay, que discurre por los departamentos de Caaguazú  y Alto Paraná, hasta su desembocadura en el río Acaray entre los distritos de Hernandarias y Ciudad del Este. El lugar de su desembocadura ha sido alterado para permitir el aprovechamiento hidroeléctrico de la Represa del Yguazú. Este curso hídrico no posee afluentes, solo se destaca por el lago formado por la hidroeléctrica del mismo nombre.
No debe confundirse este río, pese a la paronomasia y la idéntica etimología  con el río Iguazú.